# NGC 5515
NGC 5515 is een spiraalvormig sterrenstelsel in het sterrenbeeld Ossenhoeder. Het hemelobject werd op 16 mei 1787 ontdekt door de Duits-Britse astronoom William Herschel.

## Synoniemen
- UGC 9096
- MCG 7-29-52
- ZWG 219.57
- KUG 1410+395
- IRAS 14105+3932
- PGC 50750